# Лічильник команд
Лічильник команд, програмний лічильник, вказівник на поточну команду (англ. program counter (PC), instruction pointer) — в архітектурі комп'ютера спеціалізований регістр процесора, за допомогою якого визначається, яка команда програми буде виконуватись процесором наступною (або яка поточна команда ним виконується — залежно від прийнятого в тій чи інший архітектурі правила щодо завантаження лічильника).
Лічильник команд фактично зберігає адресу (номер комірки в пам'яті) цієї команди, а лічильником названий тому, що після (чи під час) виконання кожної команди збільшує своє значення на довжину виконаної команди, таким чином вказуючи на адресу, з якої потрібно завантажувати наступну команду до виконання. Деякі спеціальні команди, які можна умовно об'єднати в групу команд переходу (такі як команди умовного та безумовного переходу, виклику підпрограми, обробки переривання) примусово змінюють значення лічильника команд залежно від певних умов, таким чином змінюючи послідовність виконання команд.
Наявність одного лічильника команд дозволяє виконувати послідовно команди з одного потоку. При запуску підпрограми значення лічильника команд зберігається, а після її закінчення програма продовжує виконуватись з того ж місця. Додання декількох лічильників даних дозволяє реалізовувати багатопотоковість, тобто одночасно запускати декілька фрагментів однієї програми.